# SAM Coupé
 (septembre 2020).
Si vous disposez d'ouvrages ou d'articles de référence ou si vous connaissez des sites web de qualité traitant du thème abordé ici, merci de compléter l'article en donnant les références utiles à sa vérifiabilité et en les liant à la section « Notes et références ».
Le SAM Coupé est un ordinateur personnel 8 bits britannique sorti en 1989. Il a été fabriqué à l'origine par Miles Gordon Technology (MGT), situé à Swansea au Royaume-Uni. Le  microprocesseur est un Zilog Z80B cadencé à 6 MHz. La production de cet ordinateur a pris fin vers 1995 et il a été vendu à 12 000 exemplaires. 

## Matériel

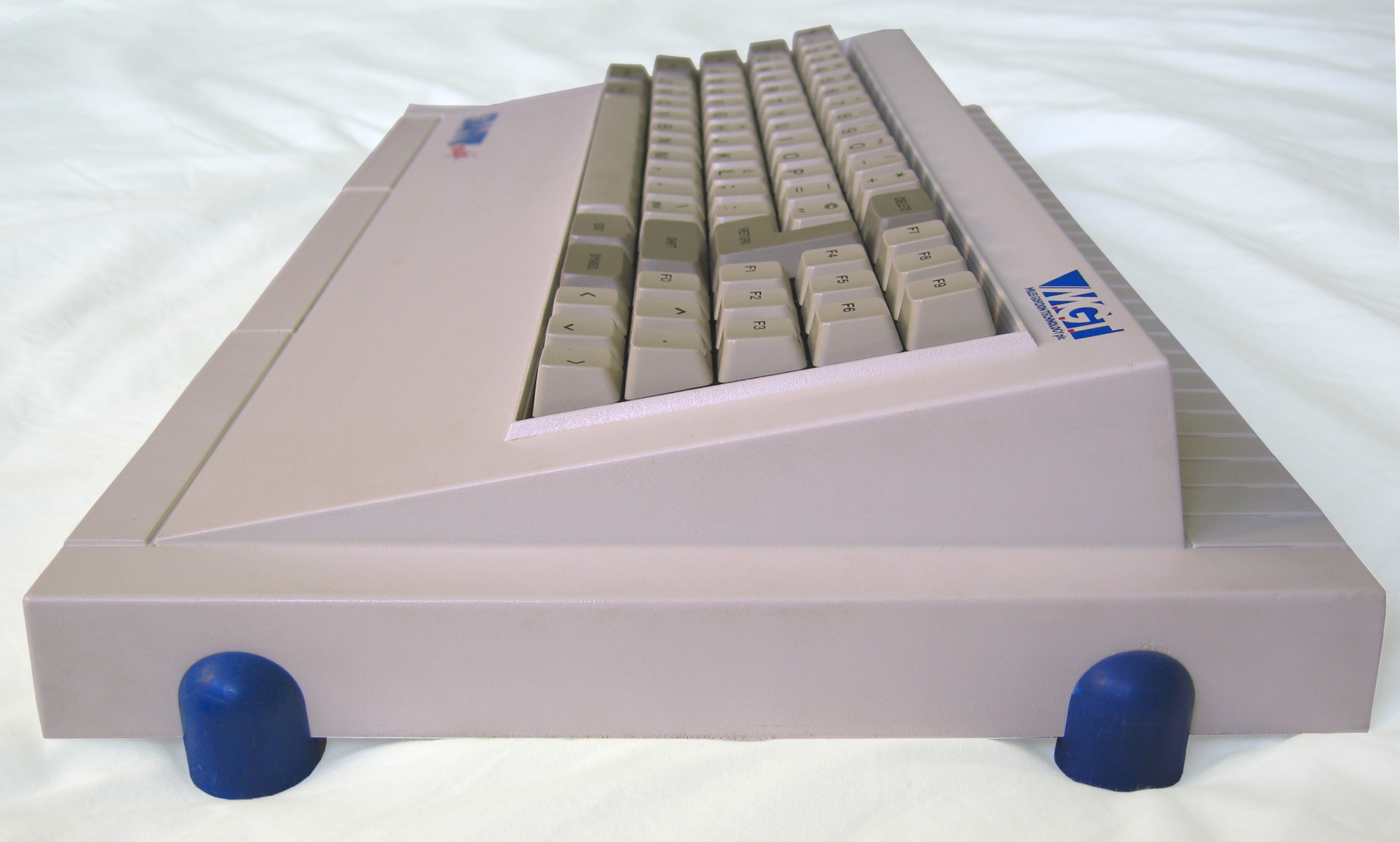
Profil droit du SAM Coupé.

La machine est construite autour du microprocesseur Z80B cadencé à 6 MHz, et contient un Application-specific integrated circuit (ASIC) qui est comparable au Uncommitted Logic Array du ZX Spectrum. Le modèle de base a 256 Ko de RAM, extensible en interne à 512 Ko et 4 Mo en externe. Le média de stockage de base est un lecteur de cassette. Il est possible d'installer un ou deux lecteurs de disquette 3 pouces 1/2 en interne. Grâce au circuit intégré Philips SAA1099, on dispose pour le son de 6 canaux stéréophoniques sur 8 octaves.
Le SAM Coupé dispose de quatre modes graphiques :
- Mode 4 — 256×192, 4 bits par pixel (16 couleurs) = 24 Ko ;
- Mode 3 — 512×192, 2 bits par pixel (4 couleurs) = 24 Ko ;
- Mode 2 — 256×192, 1 bit par pixel + table d'attribut de couleur 32*192 (bloc de 8*1 comme sur MSX) = 12 Ko ;
- Mode 1 — 256×192, 1 bit par pixel + table d'attribut couleur 32*24 (bloc de 8*8 comme sur Spectrum) = 6,75 Ko.

La machine a 32 Ko de ROM contenant le code de démarrage et un interpréteur BASIC SAM BASIC écrit par Andrew Wright. Il n'y a pas de DOS inclus dans les ROMs.

### Mémoire vidéo
La RAM interne était partagée entre le circuit vidéo et le microprocesseur.

### Ports d'extension

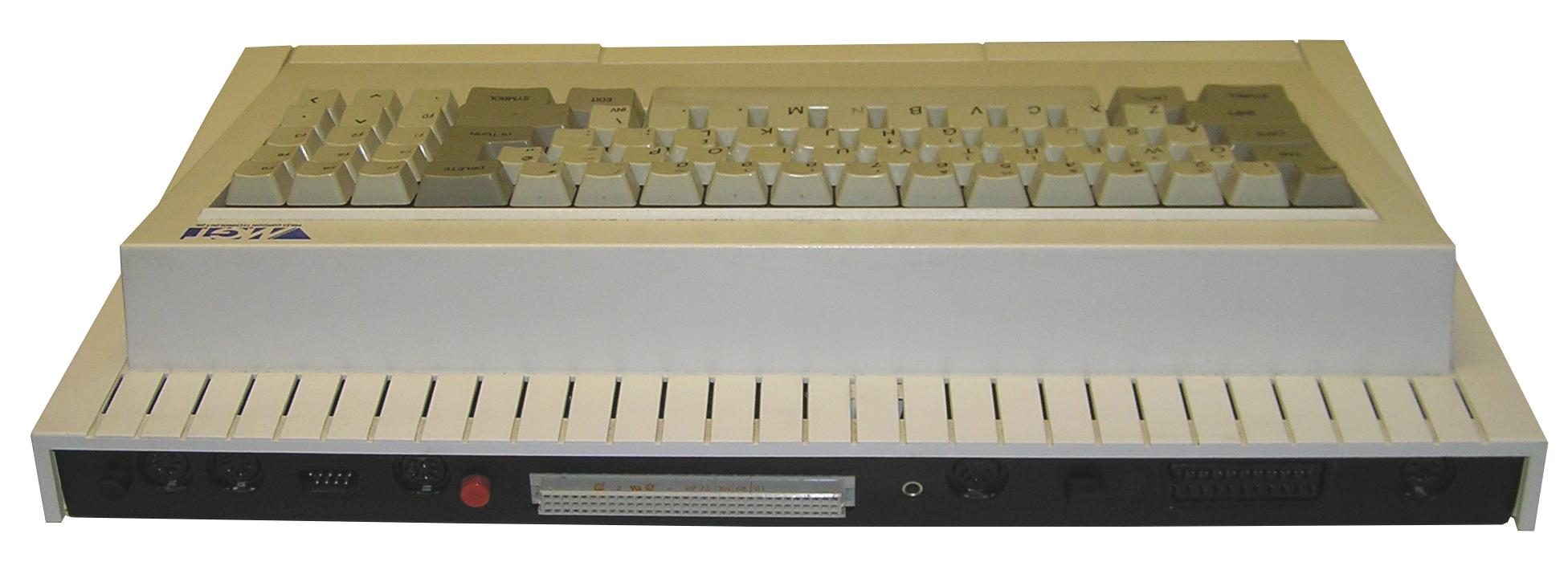
Arrière du SAM Coupé. De gauche à droite : bouton « break », ports d'entrée/sortie MIDI, port manette de jeu, port souris, bouton « reset », port d'expansion Euroconnector, connecteur jack pour cassette, sortie son stéréo / entrée crayon optique, bouton « power », SCART socket, power/RF socket.

## Émulation
Sim Coupe est un émulateur écrit par Simon Owen, et est basé sur le projet XCoupe de Allan Skillman. L'émulateur a été porté sur plusieurs plateformes, dont Microsoft Windows, Mac OS X, Linux et autres Unix, AmigaOS 4, Pocket PC, QNX, GP2X et PlayStation Portable.

### Source de la traduction
- (en) Cet article est partiellement ou en totalité issu de l’article de Wikipédia en anglais intitulé « SAM Coupé » (voir la liste des auteurs).